# Лоялісти
Лоялісти (англ. loyalist — «вірнопідданий», «монархіст», від англ. loyal — «вірний», «лояльний») — торі — колоністи, які проживали в британських колоніях Північної Америки, і зайняли під час Війни за незалежність США 1775—1783 сторону метрополії. Під час відповідних історичних подій їх часто називали «торі», «роялістами» або «людьми короля».

## Історія
Лоялісти на території британських колоній Північної Америки в основному складалися з великих землевласників, частини плантаторів-рабовласників, торговців, економічно пов'язаних з метрополією, королівських чиновників на місцях, англіканського духовенства. Лоялісти виступали за збереження північноамериканських колоній у складі Сполученого Королівства. Лоялісти служили в британській армії, всіляко чинили опір самопроголошеній місцевій владі аж до підняття заколотів і саботажу.
Вірними британській короні залишились і деякі корінні народи, які мали укладені з британцями договори, що гарантували їм певні умови користування їхніми землями, а також зобов'язували їх до військової підтримки британців.
Після закінчення війни близько 100 000 лоялістів емігрували, в тому числі в Канаду і на Багами, де отримали як компенсацію земельні ділянки.

## Пізніше вживання терміна
Також, в широкому змісті, лоялістами називали тих, хто зберіг вірність законному уряду (на відміну від заколотників), наприклад іспанських франкістів.

## Інтернет-ресурси
- American Loyalists
- The American Loyalists: Or, Biographical Sketches of Adherents to the ... (1847) by Lorenzo Sabine. Complete text of the first of two editions (the second appeared in 1864 in two volumes) of Sabine's magnum opus in pdf format.
- Benjamin Franklin to Baron Francis Maseres, June 26, 1785 (Opinion of Benjamin Franklin on persons who called themselves "Loyalists", whom he judged better called "Royalists")
- Bibliography of the Loyalist Participation in the American Revolution compiled by the United States Army Center of Military History
- "Black Loyalists: Our History, Our People"
- Haldimand Collection The main source for historians in the study of the settlement of the American Loyalists in Canada. More than 20,000 letters and documents, now fully indexed, and free on the Web.
- Story of Loyalist Privateer "Vengeance"
- James Chalmers and "Plain Truth" (A Loyalist Answers Thomas Paine)
- The Loyalist Declaration of Independence published in The Royal Gazette (New York) on November 17, 1781 (Transcription provided by Bruce Wallace and posted on The On-Line Institute for Advanced Loyalist Studies.)
- The Loyalist Link: The Forest and The Sea – Port Roseway Loyalists
- Loyalist Page – Cyndi's List
- The Loyalist Research Network (LRN) [Архівовано 2013-06-11 у Wayback Machine.] This website focuses on Canadian Loyalists, but, the links and bibliographies are extremely helpful to all serious Loyalist researchers.
- Maryland
- The On-Line Institute for Advanced Loyalist Studies
- "Remembering Black Loyalists, Black Communities in Nova Scotia"
- "Salem Loyalists-unpublished letters" The New-England Historical and Geuealogical Register and Antiquarian Journal  1872 pp. 243–248
- "A Short History of the United Empire Loyalists" Ann Mackenzie
- South Carolina
- Lambert, Robert Stansbury (2011). South Carolina Loyalists in the American Revolution (вид. 2nd). Clemson, SC: Clemson University Digital Press. Originally published in 1987. 272 pages, available online in PDF format.
- United Empire Loyalists' Association of Canada (UELAC)
- Virginia
- "What is a Loyalist? The American Revolution as civil war" by Edward Larkin, published in common-place, Vol. 8, No. 1 (October 2007).
- "Why Were Some of Our Ancestors Tories?", The SCGenWeb Project

Відео
- a lecture by Maya Jasanoff (20 жовтня 2010). An Imperial Disaster? The Loyalist Diaspora after the American Revolution. youtube. Архів оригіналу за 22 грудня 2021.
- Thomas B. Allen. Video discussing his book. Tories: Fighting for the King in America's First Civil War.
- Thomas B. Allen. Lecture on his book at the Library of Congress. Tories: Fighting for the King in America's First Civil War. Архів оригіналу за 4 листопада 2021.
- YaleCourses YouTube (18 березня 2011). Who Were the Loyalists? (Youtube video). The American Revolution (HIST 116), Session 9 (of 25). Архів оригіналу за 4 листопада 2021.